# 32.ª Calle Suroeste
La 32.ª Calle Suroeste es una calle secundaria del cuadrante suroeste de la ciudad de Managua, Nicaragua. Atraviesa zonas mixtas entre residenciales y de equipamiento urbano, y conecta barrios como Jonathan González, El Recreo y la Colonia Arguello.

## Trazado
Inicia en la intersección con la 2.ª Avenida Suroeste en el sector este, cerca del Barrio Jonathan González. Desde allí continúa en dirección oeste, cruzando avenidas importantes como la NIC-1 y la Avenida Naciones Unidas, y extendiéndose hasta su punto final en la 50.ª Avenida Suroeste dentro de la Colonia Arguello.

## Intersecciones destacadas
- NIC 1  – Ruta troncal que conecta Managua con el occidente del país.
- 15.ª Avenida Suroeste
- 23.ª Avenida Suroeste
- 30.ª Avenida Suroeste
- 50.ª Avenida Suroeste

## Barrios que recorre
- Jonathan González
- El Recreo
- Colonia Arguello

## Coordenadas
12°8′10″N 86°18′35″O / 12.13611, -86.30972